# Lago di Lesina
Der Lago di Lesina (Lateinisch: Lacus Pantanus) ist eine Lagune im Nordwesten Apuliens. Von der Kleinstadt Lesina aus wird die Lagune befischt. Die etwa 22 Kilometer lange und nur zweieinhalb Kilometer breite Lagune hat eine Oberfläche von circa 51 Quadratkilometern.